# Yahoo Search
Yahoo Search（ヤフー サーチ）は、カリフォルニア州サニーベールに本社を置くYahooのウェブ検索エンジン。2015年2月時点で、アメリカ合衆国において、Googleの64.5%、Bingの19.8%に次ぐ12.8%の検索ボリュームを占める3番目に大きな検索エンジンとなっている。
もともと"Yahoo! Search"は、ウェブサイトをデータベースに登録して構築するディレクトリ型検索エンジンであった。そして、ディレクトリ型検索エンジンのバックフィルとして当初はAltavista、1998年よりインクトミ、2000年よりGoogleの全文検索エンジンを採用していた。
その後、Yahoo!は2002年12月にインクトミを、2003年にはOverture社を買収し、2004年2月、それらの技術を統合してYahoo! Search Technology (YST)と呼ばれる独自の検索エンジンをリリースした。以後、YSTは同時期に設立されたYahoo! Research Labの技術を活用し、機械学習ランキングやHadoop、Search Monkey（セマンティック・ウェブ）などさまざまな技術を採用し、他社検索エンジンとの競争を繰り広げた。が、2009年7月29日、Microsoftとの提携により、今後はBingがYahoo! Searchを提供していくと発表した。

## Yahoo! Search Technology (YST)
2004年から2010年までYahoo!によって提供されたウェブ検索エンジン技術。買収によって得たインクトミ、Altavista、Allthewebの検索技術を統合して開発された。
Yahoo! JAPANは同技術を2004年5月31日にディレクトリ検索結果を補う形で採用し、2005年10月より優先表示とする変更を行った。

### 機械学習ランキング
当初、IRF (Inktomi Ranking Function)と呼ばれるヒューリスティックな手法でランキングが行われていたが、チーフサイエンティストのJan PedersenらAltavista出身の技術者を中心に、機械学習によるランキング手法が開発され置き換えられた。

### Apache Hadoopの開発と採用
2006年、Doug CuttingやEric Baldeschwielerらにより開発されたオープンソースソフトウェアであるApache Hadoopの採用を決め、2008年には主要なコンポーネントであるWebmapを構築した。

### オープンプラットフォーム戦略
2008年にはオープンプラットフォーム戦略を発表、セマンティック・ウェブ技術を採用したオープンプラットフォームであるYahoo! SearchMonkeyを公開、サイト運営者が検索エンジンに対して構造化データを提供、検索結果に表示できるようにした。また、Yahoo! Search BOSS（Build Your Own Search Service）により、開発者がYSTを使った独自検索エンジンを構築できるようにした。
YSTではウェブマスター向けのツールとして、サイトエクスプローラーが提供され、クローリング・インデクシング状態の確認や、サイトマップフィードによるクロールのリクエストなどを実施できた。

### マイクロソフトとの提携
2009年、当時のYahoo!のCEOであった、Carol Bartzはマイクロソフトとの提携を決め、Yahoo!は独自の検索エンジンの開発から撤退することとなった。

### Fast Break
2012年にGoogleの副社長からYahoo!のCEOとなったマリッサ・メイヤーは、検索市場に復帰することを決め、検索エンジンの開発を再開していることが報道された。2016年に開催されたKDD2016では、2009年から2013年までの空白期間によって生じたランキング性能の差を埋める取り組みについての論文が発表された。

## Vespa
ノルウェーのファストサーチ & トランスファが1999年中頃に発表した検索エンジン「AlltheWeb」は、2003年にOvertureに買収され、2004年にはYahoo!に買収された。このAlltheWebチームが中心になって開発した検索エンジンVespaは、Yahoo.com、Yahoo News、Yahoo Sports、Yahoo Finance、Yahoo Geminiなどの大規模なサービスにおいて使用されている。Yahoo!のサービスを買収したVerizon Mediaは2017年、VespaをApache License 2.0のオープンソースソフトウェアとして公開した。
Yahoo! JAPANでもYahoo!リアルタイム検索やYahoo!知恵袋などで検索エンジンとして利用されている。